# Шавинский сельсовет
Шавинский сельсовет — административно-территориальная единица и муниципальное образование со статусом сельского поселения в Цумадинском районе Дагестана Российской Федерации.
Является эксклавом Цумадинского района на территории Бабаюртовского и Хасавюртовского районов.
Административный центр — село Шава.

## Население
| 2002  | 2010  | 2012  | 2013  | 2014  | 2015  | 2016  |
| ----- | ----- | ----- | ----- | ----- | ----- | ----- |
| 2248  | ↗2389 | ↗2390 | ↗2404 | ↗2433 | ↗2474 | ↗2480 |
| 2017  | 2018  | 2019  | 2020  | 2021  | 2023  | 2024  |
| ↘2477 | ↗2495 | ↗2506 | ↗2516 | ↘2218 | ↗2236 | ↗2246 |

## Состав

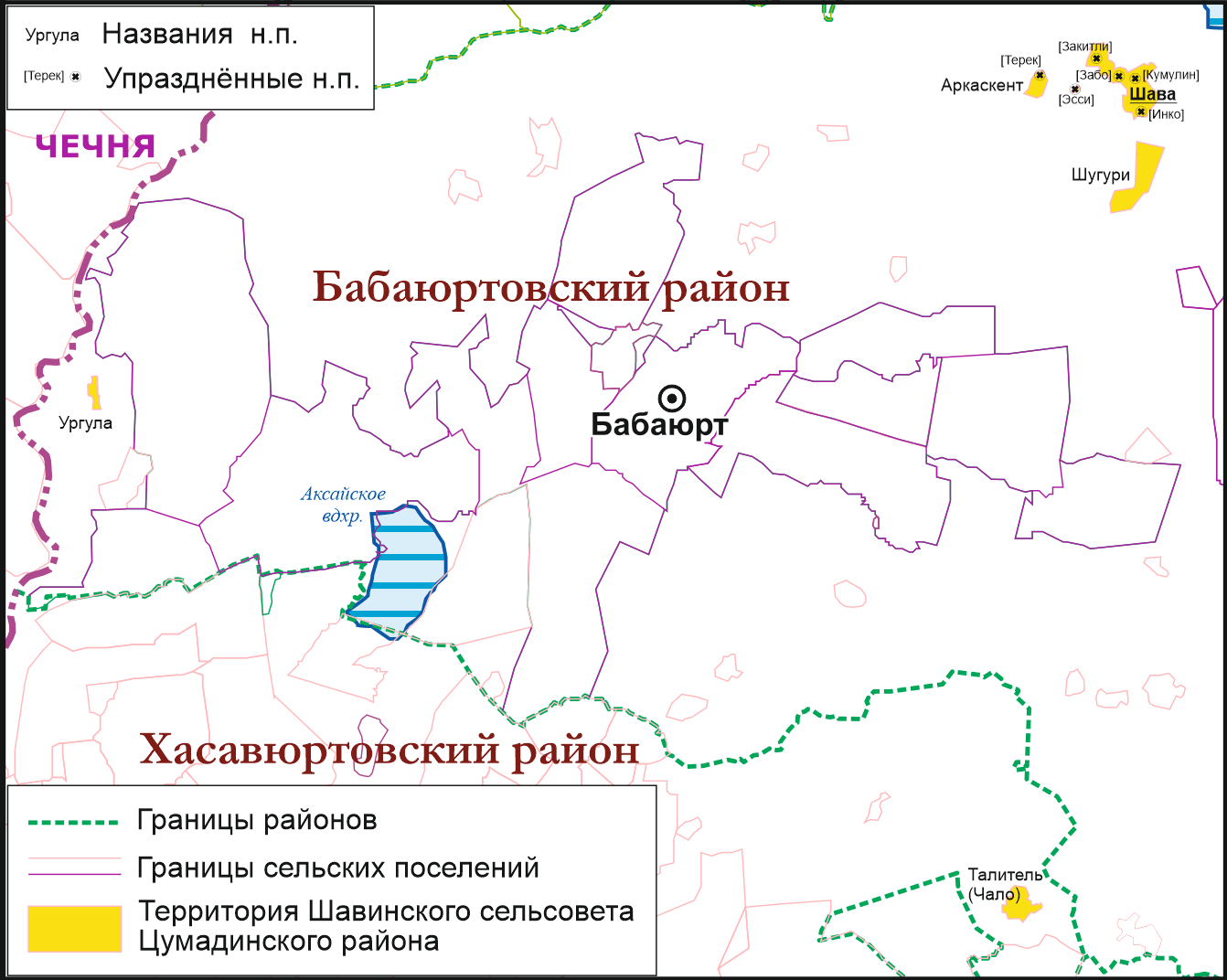
Карта Шавинского сельсовета

| № | Населённый пункт | Тип населённого пункта       | Население |
| - | ---------------- | ---------------------------- | --------- |
| 1 | Аркаскент        | село                         | ↗199      |
| 2 | Чало (Талитель)  | село                         | ↗617      |
| 3 | Ургула           | село                         | ↗254      |
| 4 | Шава             | село, административный центр | ↗1445     |
| 5 | Шугури           | село                         | ↗320      |

До 2010 года в состав также входили ныне упразднённые села: Забо, Закитли, Инко, Кумулин, Терек, Эсси.